# Klaus Hugo
Klaus Hugo (* 27. Februar 1928 in Unterwellenborn; † 22. Januar 2007 in Berlin) war ein deutscher Komponist und Musikproduzent.

## Leben
Von 1950 bis 1953 studierte er am Konservatorium Erfurt und wurde Orchestermusiker. Ab 1953 war er als Musikredakteur beim DDR-Rundfunk tätig. Ende der 50er Jahre wurde er Leiter der Redaktion Tanzmusik des Berliner Rundfunks. Neben der Gestaltung von Musikprogrammen war er auch für die Organisierung von Musikproduktionen verantwortlich. 1973 wurde er zum Chefproduzenten für Tanzmusik berufen. Er galt als erfahrener Fachmann, der Interpreten wie Frank Schöbel, Regina Thoss, Andreas Holm, Ruth Brandin oder Michael Hansen förderte. Klaus Hugo machte sich auch als Komponist einen Namen. Er schrieb eine große Zahl erfolgreicher Schlagerlieder und komponierte die Musik zu einer Reihe von DEFA-Filmen.

## Titel (Auswahl)
- Siehst du das Glück
- Spatzen-Dixie
- Heute tanzen alle jungen Leute
- Nimm den Kuß als Souvenir
- Roter Mohn wird wieder blühn
- Ich bin immer für dich da
- Looky-Looky
- Blonder Stern
- Lotos
- Yvette

## Filmmusik
- 1967: Hochzeitsnacht im Regen
- 1968: Schüsse unterm Galgen
- 1969: Zeit zu leben
- 1971: Liebeserklärung an G.T.
- 1971: Hut ab, wenn du küsst!
- 1972: Reife Kirschen

## Auszeichnungen
- 1973: Kunstpreis der DDR